# Scandalo Festina

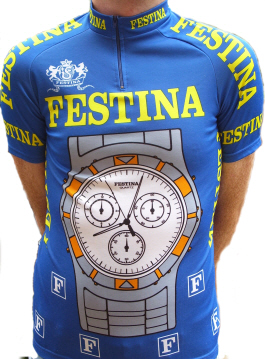
Una divisa della Festina-Lotus, la squadra ciclistica coinvolta nell'omonimo scandalo-doping al Tour de France 1998

Lo scandalo Festina è il nome con cui viene identificato uno scandalo sportivo riguardante la formazione ciclistica Festina-Lotus – fin lì una delle più vincenti negli anni novanta del XX secolo nelle corse su strada –, esploso pochi giorni prima il via del Tour de France 1998 e legato al cosiddetto "doping di squadra".

## Storia

### Il fermo di Voet
Tutto cominciò alle 6:30 di mercoledì 8 luglio 1998: a Dronckaert, alla frontiera con il Belgio, la polizia francese, allertata in precedenza dai colleghi svizzeri, intercettò una delle ammiraglie della Festina, importante squadra professionistica: al volante si trovava il massaggiatore Willy Voet. Le guardie di confine procedettero alla perquisizione della vettura, rinvenendo un'ingente quantità di sostanze, ben dodici differenti, poi risultate essere per la maggior parte dopanti: 235 dosi di eritropoietina, 60 di testosterone, 82 di somatotropina (per almeno un totale di 400 flaconcini di anabolizzante), 8 dosi di vaccino contro l'epatite virale, pasticche di farmaci anticoagulanti e sostanze coprenti.
Le sostanze risultavano essere state acquistate in Svizzera, Germania e Paesi Bassi: Voet venne perciò posto in stato di fermo nel carcere di Lilla, con l’accusa di «importazione illegale di prodotti proibiti». Il gruppo Festina, che in quei giorni si trovava in Irlanda – due giorni dopo da Dublino sarebbe infatti partito il Tour de France 1998 – era intanto tenuto d'occhio dalle autorità francesi in vista dell'imminente rientro in Francia: tre settimane prima uno degli atleti del team, Christophe Moreau, era infatti risultato positivo a un anabolizzante. Nel pomeriggio dello stesso 8 luglio scattarono le perquisizioni anche nella sede della società sportiva Festina, a Meyzieu, vicino a Lione: qui vennero sequestrati documenti e 18 tipi di medicinali sospetti. Il direttore sportivo Festina, Bruno Roussel, in Irlanda al seguito della corsa, si limitò a dichiarare: «Lasciamo che gli inquirenti facciano il loro lavoro e la giustizia faccia il suo corso». Intanto il presidente della Federciclismo francese, Daniel Baal, annunciò di volersi costituire parte civile.
Il 10 luglio il fermo di Voet venne tramutato in arresto: il massaggiatore venne scortato al carcere di Loos, nel Nord.

### L'avvio del Tour '98

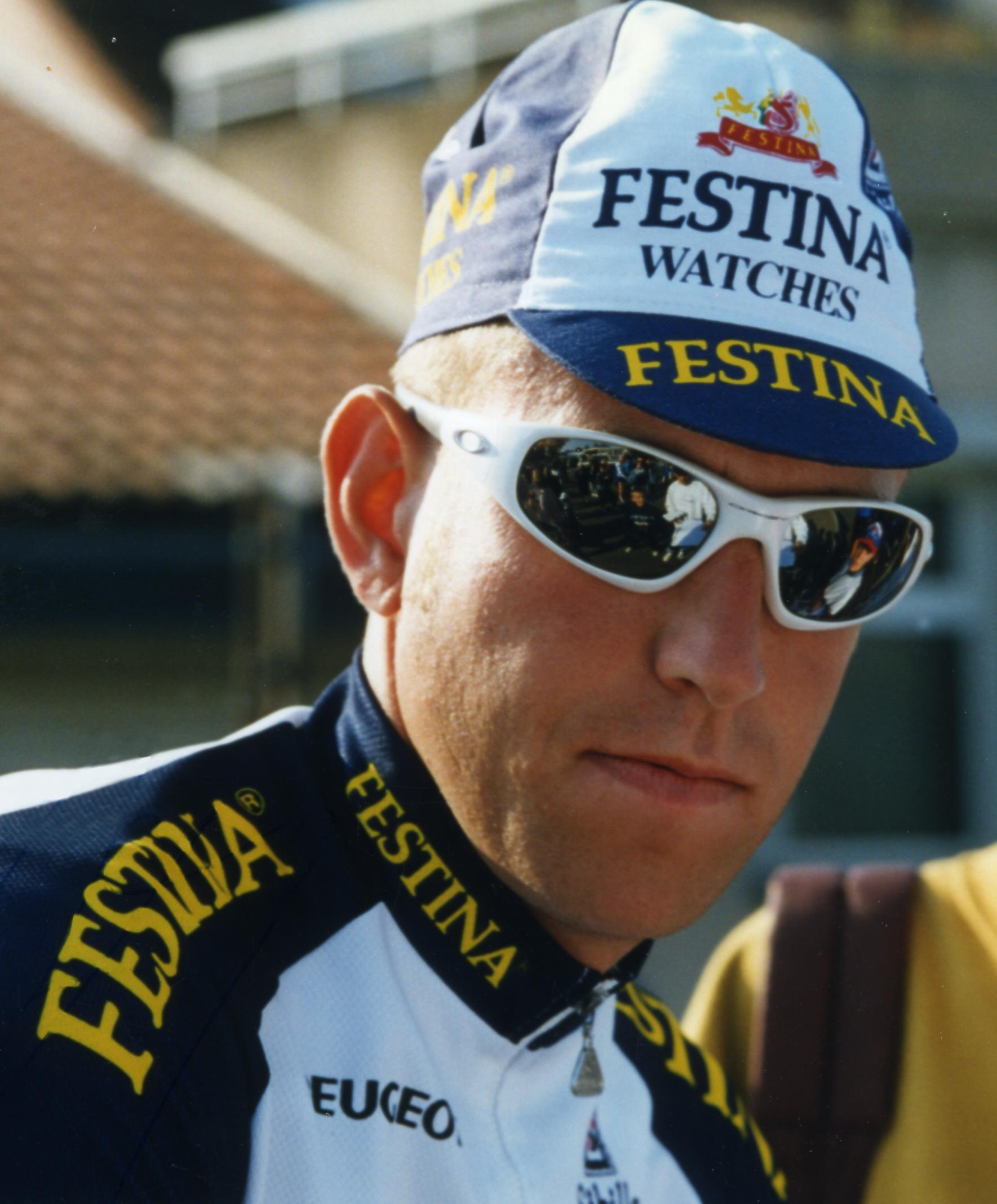
Christophe Moreau con la Festina alla Parigi-Tours 1997

L'11 luglio il Tour de France prese il via da Dublino, come da programma, con la Festina-Lotus regolarmente al via, e lo stesso Moreau in gara, data la mancata conclusione delle indagini a suo carico. Il 14 luglio, con la gara appena giunta in Francia, uscirono le prime indiscrezioni sul caso. Voet, interrogato dall'autore dell'inchiesta, il giudice Patrick Keil, si era discolpato dalle accuse ammettendo però il coinvolgimento dell'intera squadra: il giro iniziato da Meyzieu, proseguito in Svizzera, Germania, Paesi Bassi, Belgio e conclusosi alla frontiera era stato infatti, a suo dire, commissionato dalla dirigenza Festina, e non era peraltro neanche la prima volta che un tour di quel genere gli veniva ordinato. Roussel controbatté immediatamente alle accuse dicendo «Sono stordito. Non è vero», mentre il medico sociale della Festina, Eric Ryckaert, si pronunciò affermando: «Sull'auto della Festina sono stati trovati prodotti dopanti, ma nulla prova che fossero destinati ai corridori della Festina».
Il giorno dopo il Tour de France arrivò a Cholet, nel Maine e Loira, per la conclusione della quarta tappa. All'arrivo della carovana, intorno alle 17:00, i gendarmi della città condussero Roussel in commissariato, in stato di fermo. Poco dopo sei agenti in borghese perquisirono la stanza d'albergo di Ryckaert e il camion del team, e in serata anche per Ryckaert scattò il fermo; venne ascoltato pure il meccanico Cyrille Perrin. I corridori della Festina, Richard Virenque in testa, ribadirono comunque la loro fiducia in Roussel, e con un comunicato si richiamarono alla presunzione d'innocenza. Si ebbero intanto le prime reazioni esterne, in un clima di crescente imbarazzo: la Lustercru, azienda alimentare, sospese la propria pubblicità televisiva con Virenque come testimonial e il quotidiano France Soir, con un'intervista al medico svizzero Gerard Gremion, propose già l'accusatorio titolo «Sono tutti dopati».

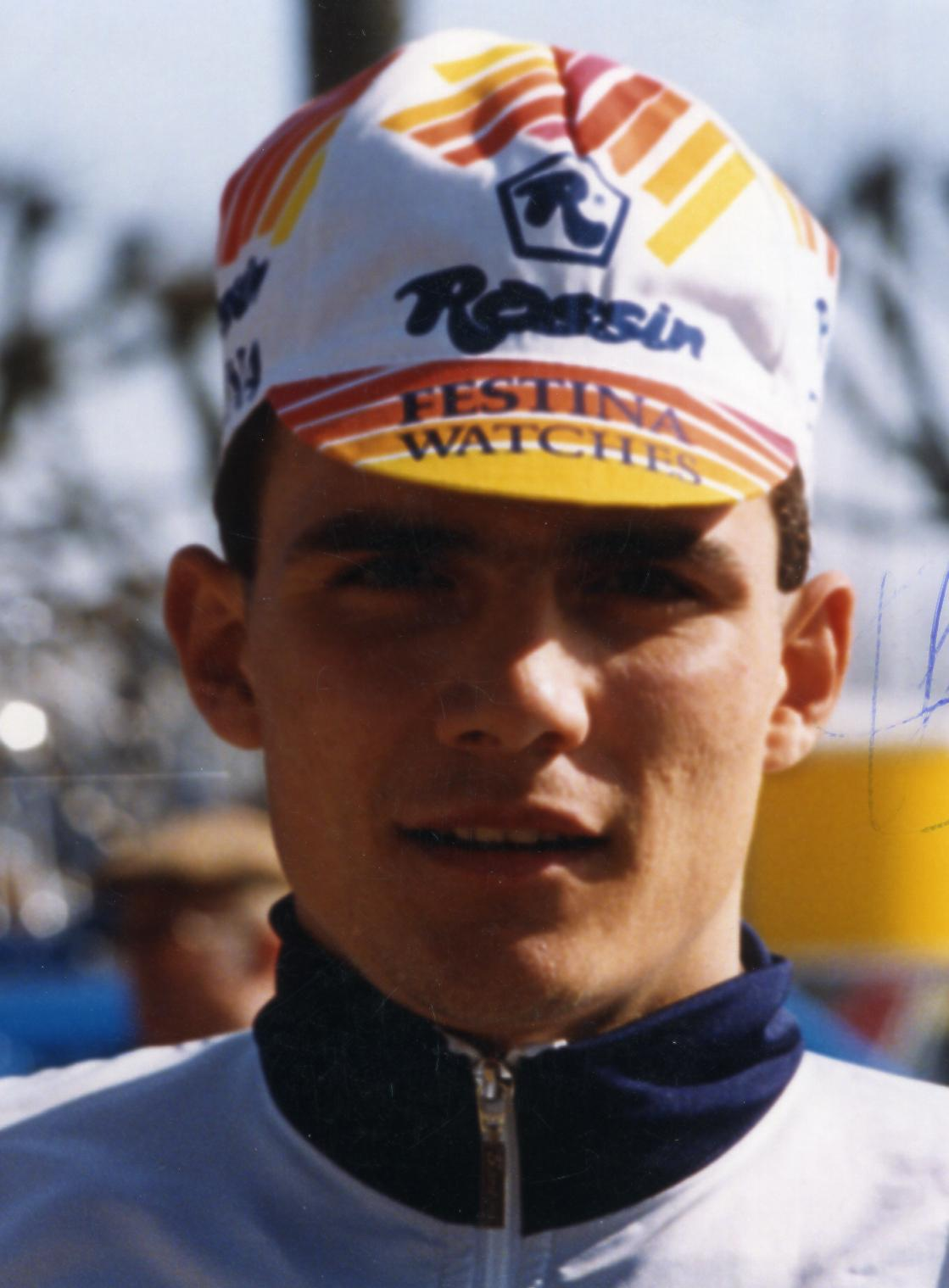
Richard Virenque, capitano della Festina (1993)

Il 16 luglio si aprì con una conferenza stampa indetta dalla Societé du Tour de France prima della partenza della quinta tappa. Il presidente del collegio dei commissari, Martin Bruin, lesse un comunicato, inviato dai dirigenti dell'Unione Ciclistica Internazionale (UCI) – in quel periodo riuniti a Cuba per i mondiali su pista juniors –, nel quale veniva annunciata la «sospensione provvisoria, con effetto immediato, di Bruno Roussel» e il ritiro della sua licenza di direttore sportivo: i firmatari erano il presidente dell'UCI, Hein Verbruggen, e i vicepresidenti Agostino Omini, Werner Goehner e Daniel Baal, mentre la motivazione era il mancato invio di un dossier richiestogli.
L'organizzatore del Tour, Jean-Marie Leblanc, tuttavia negò nell'immediato l'ipotesi di allontanamento della Festina dalla Grande Boucle, e il capitano del team Virenque ribadì ancora una volta la fiducia a Roussel sottolineando come giornali e televisioni stessero «assassinando il ciclismo». Parlò anche il fondatore dell'azienda di orologeria Festina Lotus SA, lo spagnolo Miguel Rodríguez, chiedendo alla giustizia di fare luce sulla questione.

### Le ammissioni
L'indomani, 17 luglio, arrivò il colpo di scena. L'avvocato di Roussel, Thibault de Montbrial, annunciò che i due indagati Roussel e Ryckaert avevano confessato la sistematica somministrazione, pur «sotto stretto controllo medico», di sostanze dopanti ai loro atleti e confermato l'esistenza, all'interno del team, di un'organizzazione volta all'approvvigionamento di sostanze dopanti. Nel pomeriggio Roussel e Ryckaert vennero condotti al carcere di Douai in stato di arresto provvisorio: il giudice Keil, stante le dichiarazioni, li aveva infatti ritenuti colpevoli di violazione della legge del 28 giugno 1989, norma che puniva – all'epoca – con massimo due anni di carcere e 100 000 franchi di multa coloro che avevano istigato al consumo di prodotti dopanti.
Alle 22:50 scattò il provvedimento del patron del Tour de France, Leblanc – che commentò: «Sono state infrante le regole dello sport, contravvenendo all'articolo 29 del regolamento del Tour e i principi di De Coubertin» –: i nove ciclisti della Festina venivano allontanati in via immediata dall'ottantacinquesima edizione della Grande Boucle. Si trattava di Virenque, quattro volte maglia a pois al Tour e secondo all'edizione 1997, del vincitore delle due precedenti Vuelta a España Alex Zülle, del campione del mondo in carica Laurent Brochard, ma anche di Laurent Dufaux, Pascal Hervé, Armin Meier, Moreau, Didier Rous e Neil Stephens. Michel Gros, direttore sportivo aggiunto della squadra, reagì attaccando: «La Festina è soltanto il capro espiatorio. Sapevo che il problema esiste, perché riguarda la totalità del gruppo professionistico». E Dufaux, nonostante l'esclusione, attaccò: «Saremo alla partenza della crono. La direzione del Tour non ha diritto di fermarci mentre facciamo il nostro lavoro», salvo poi smentire tale intenzione. Chiuse la questione il capitano Virenque: «Avremmo il diritto legale di essere al via, ma qui nessuno ci vuole più. Anzi, a qualcuno diamo fastidio. Voglio ringraziare i tifosi che ci hanno sempre sostenuto. Viva il Tour 1998 e arrivederci al prossimo anno».